# 珀迪 (密蘇里州)
珀迪（英語：Purdy）是位於美國密蘇里州巴里縣的城市。

## 人口
根據2020年美國人口普查的數據，珀迪的面積為1.67平方千米，皆為陸地。當地共有人口1031人，而人口密度為每平方千米617人。